# Терми Агріппи

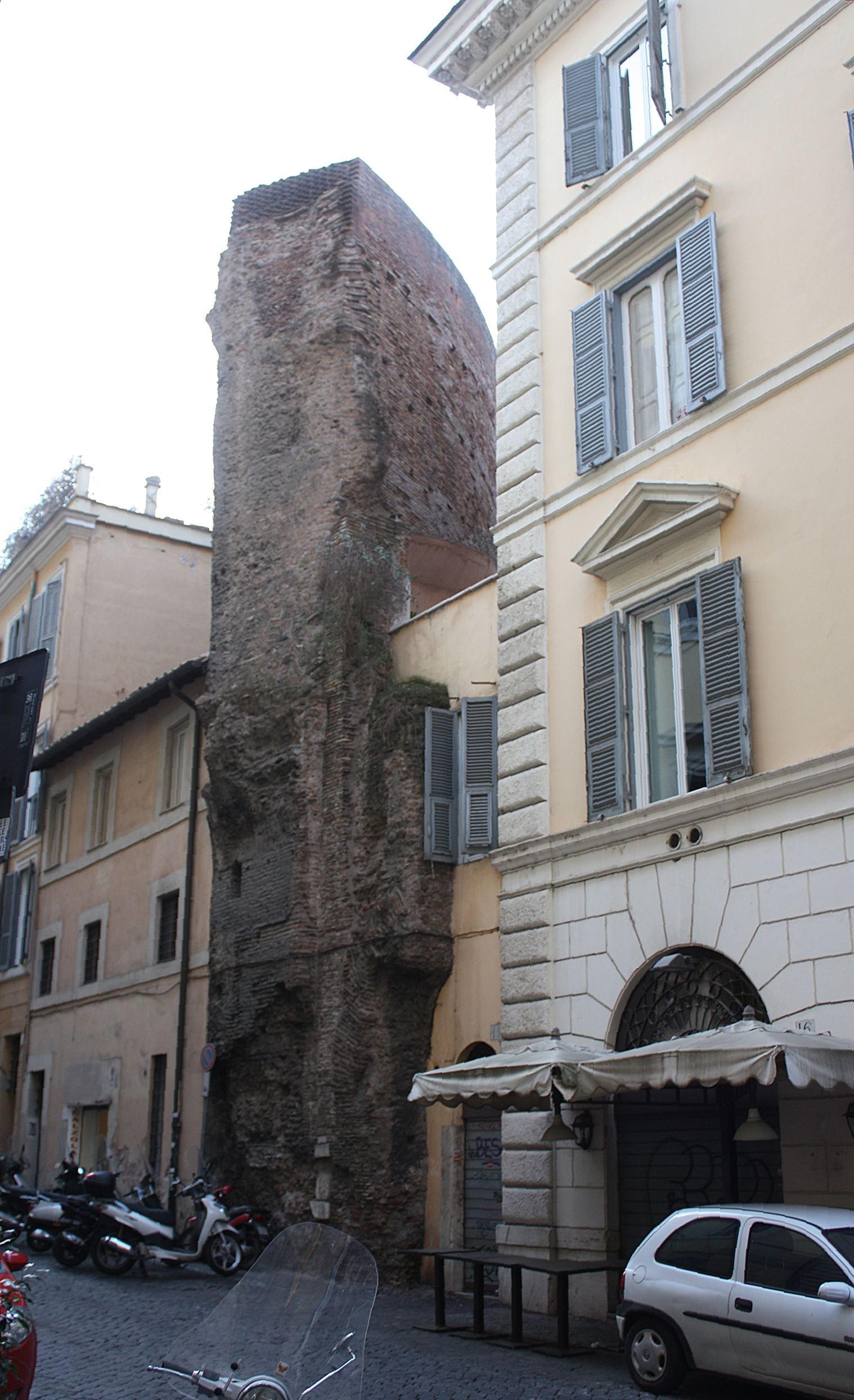
Терми Агріппи

Те́рми Агрі́ппи (лат. Thermae Agrippae) — лазні в Стародавньому Римі. Зведені у 25 до н. е. Марком Віпсанієм Агріппою. Терми згадують Марціал, Ювенал, Сідоній Аполлінарій, Григорій Великий. Нині розташовані на Віа дель Арко делла Чіамбелла.

## Історія
Час початку зведення терм невідомий. У 25 до н. е. Марк Віпсаній Агріппа звів парову кімнату з басейном. У 19 до н. е. у зв'язку зі зведенням акви Вірго добудували парову кімнату, внаслідок чого постали повноцінні терми. Відповідно до заповіту Агріппи, після його смерті у 12 році до н. е. разом із садами були передані в дарунок римлянам.
У 80 році згоріли під час великої пожежі при імператорі Титі. Були відновлені за імператора Тита або Доміціана. Згідно Марціала в часи Доміціана були одними з улюблених в римлян.
Значні реставраційні роботи відбувалися в часи володарювання імператора Адріана. За часи імператора Олександра Севера проведені наступні відновлювальні роботи, зокрема великої зали. Проводив реставрацію також Максенцій. У 344–345 роках імператори Костянтин I та Констант провели значні роботи з відновлення роботи терм Агріппи, які напевне постраждали ще в часи війни за владу Костянтина Великого.
З 530-х років, після того, як остготи відрізали терми від акведука Діви, терми Агріппи перестали функціонувати.
У Середньовіччі весь район навколо терм був відомий як Калкарарій, мармур терм було перепалено на вапно, хоча деякі частини цегляної кладки та окремі фрагменти будівлі ще стояли в XV і XVI ст., їх описували багато римських художників і архітекторів.

## Опис
Розташовувалися поблизу Марсового поля, в районі IX. Наскільки терми були симетричними на схід від лінії, по той бік Віа Честара, встановити натепер неможливо. За сучасними підрахунками довжина складала 120 м, ширина — від 80 до 100 м. Згідно з дослідженнями, центральна частина терм була збудована Агріппою, кімнати в бік Пантеону зводилися в часи Адріана.
Терми складалися з центральної зали, декількох парових кімнат, штучного озера Стагнум, декоративного каналу Евріп. Вони заміняли звичайний фригідарій і пісцінах (басейн для плавання просто неба). У термах також діяли кальдарій, тепідарії, лаконік, сферістерії у маленьких бальнях. Західний фасад був 50 м завдовжки.
Пліній Старший згадує предмети мистецтва, якими Агріппа прикрасив терми: маленькі картини в найспекотнішій частині, кольорова плитка на вигнутих склепіннях (камарах) спекотних кімнат, статую «Апоксиомен» Лісіппа Агріппа поставив перед термами.
З часів Адріана терми поєднувалися з Пантеоном довгим коридором з апсидами на кінцях, який поєднував низку залів, руїни яких дотепер існують і примикають до Пантеону на півдні. Велика кругла зала терм діаметром у 25 м відома як Арко делла Чіамбелла, що є найбільш раннім прикладом меридіонального ребра конструкції купола.